# 日本羊蹄甲
日本羊蹄甲（学名：Bauhinia japonica）为豆科羊蹄甲属的植物。分布在日本以及中国大陆的广东、海南等地，多生于山地疏林中。

## 别名
粤羊蹄甲（中国主要植物图说）

## 异名
- Bauhinia kwangtungensis Merr.